# Chile en el Rally Dakar
Chile en el Rally Dakar ha estado representado a lo largo de la historia por diferentes pilotos de motos, autos, cuatriciclos y camiones. Además, desde el año 2009 a 2014, el Rally se corrió por tierras chilenas, así como en otros países de Sudamérica, lo que fomentó un mayor número de inscritos.
Sin embargo, sólo seis chilenos tomaron parte de la competencia mientras se disputaba en África, entre los que destacó el piloto de motos Carlo de Gavardo, con 11 participaciones en el continente negro.

## Desempeño
A lo largo de su historia, Chile ha obtenido catorce podios en el Rally Dakar. El primero de ellos, y el único obtenido mientras la prueba se corría en África, fue en el Rally Dakar de 2001, cuando Carlo de Gavardo secundó a Fabrizio Meoni y Jordi Arcarons en motos para obtener el tercer lugar en el podio.
Ya con la prueba en Sudamérica, los representantes chilenos obtuvieron ocho podios más: dos terceros lugares de Francisco López Contardo en motos (2010 y 2013); dos segundos lugares y dos títulos  de Ignacio Casale en quads, un tercer lugar  de Pablo Quintanilla en motos en 2016 y un título en SxS de Francisco López Contardo en 2019.
Una vez que la prueba se cambió a Arabia Saudí, los chilenos han obtenido hasta la actualidad, siete podios más: un título de Ignacio Casale en Quads en 2020; un título y un tercer lugar de Francisco López Contardo en SxS en 2021, 2020 respectivamente, además de un título en prototipos ligeros en 2022; un segundo lugar de Pablo Quintanilla en motos en 2020 y 2022 y un segundo lugar de Giovanni Enrico en quads en 2021.

## Participaciones

### África (1979-2007)
| Año  | Nombre             | Categoría | Clasificación | Notas                                                |
| ---- | ------------------ | --------- | ------------- | ---------------------------------------------------- |
| 1989 | Enrique Pinochet   | Auto      | 70.º          | Corrió por un equipo venezolano.                     |
| 1991 | Pedro Palacios     | Auto      | Abandono      |                                                      |
| 1996 | Carlo de Gavardo   | Moto      | 17.º          | Primer chileno en entrar en el top 20.               |
| 1997 | Carlo de Gavardo   | Moto      | 14.º          |                                                      |
| 1998 | Carlo de Gavardo   | Moto      | 12.º          |                                                      |
| 1999 | Carlo de Gavardo   | Moto      | 8.º           | Primer chileno en entrar en el top 10.               |
| 2000 | Carlo de Gavardo   | Moto      | Abandono      | Se retira de la competencia en la etapa 1.           |
| 2001 | Carlo de Gavardo   | Moto      | 3.º           | Vencedor en 1 etapa, primer chileno en lograr podio. |
| 2002 | Carlo de Gavardo   | Moto      | 4.º           | Vencedor en 3 etapas.                                |
| 2002 | Luis Eguiguren     | Moto      | Abandono      | Se retira de la competencia en la etapa 8.           |
| 2003 | Carlo de Gavardo   | Moto      | 9.º           |                                                      |
| 2004 | Carlo de Gavardo   | Moto      | 8.º           |                                                      |
| 2005 | Carlo de Gavardo   | Moto      | Abandono      | Se retira de la competencia en la etapa 7.           |
| 2005 | Pablo Levalle      | Moto      | 68.º          |                                                      |
| 2006 | Carlo de Gavardo   | Moto      | 5.º           | Vencedor en 2 etapas.                                |
| 2007 | Francisco López C. | Moto      | Abandono      | Se retira de la competencia en la etapa 8.           |

Además, Francisco López Contardo, Jaime Prohens y Andrés Tamm estaban inscritos en motos para el Rally Dakar de 2008, que nunca se llevó a cabo debido a la suspensión de la prueba por amenazas terroristas.

### Sudamérica (2009-2019)
| Año  | Nombre                   | Categoría | Clasificación | Notas                                                            |
| ---- | ------------------------ | --------- | ------------- | ---------------------------------------------------------------- |
| 2009 | Jaime Prohens            | Moto      | 39.º          |                                                                  |
| 2009 | Juan Pablo Zegers        | Moto      | 41.º          |                                                                  |
| 2009 | Eliseo Salazar           | Auto      | 88.º          |                                                                  |
| 2009 | Luis Eguiguren           | Auto      | 89.º          |                                                                  |
| 2009 | Francisco López C.       | Moto      | Abandono      | Vencedor en 1 etapa, se retira de la competencia en la etapa 13. |
| 2009 | Felipe Prohens           | Moto      | Abandono      | Se retira de la competencia en la etapa 14.                      |
| 2009 | Andrés Tamm              | Moto      | Abandono      | Se retira de la competencia en la etapa 4.                       |
| 2009 | Carlo de Gavardo         | Auto      | Abandono      | Se retira de la competencia en la etapa 9.                       |
| 2009 | Jorge Latrach            | Auto      | Abandono      | Se retira de la competencia en la etapa 10.                      |
| 2009 | Alejandro Briones        | Auto      | Abandono      | Se retira de la competencia en la etapa 5.                       |
| 2009 | Andrés de Cárcer         | Auto      | Abandono      | Se retira de la competencia en la etapa 3.                       |
| 2010 | Francisco López C.       | Moto      | 3.º           | Vencedor en 3 etapas, primer podio chileno en Sudamérica.        |
| 2010 | Felipe Prohens           | Moto      | 20.º          |                                                                  |
| 2010 | Manuel Jamett            | Moto      | 22.º          |                                                                  |
| 2010 | Jaime Prohens            | Moto      | 34.º          |                                                                  |
| 2010 | Claudio Rodríguez        | Moto      | 43.º          |                                                                  |
| 2010 | Jorge Latrach            | Auto      | 44.º          |                                                                  |
| 2010 | Fernando León            | Auto      | 56.º          |                                                                  |
| 2010 | Francisco Casale         | Camión    | 26.º          |                                                                  |
| 2010 | John McKendrick          | Moto      | Abandono      | Se retira de la competencia en la etapa 3.                       |
| 2010 | Rodrigo Caballero        | Moto      | Abandono      | Se retira de la competencia en la etapa 3.                       |
| 2010 | Gino Bianchi             | Moto      | Abandono      | Se retira de la competencia en la etapa 7.                       |
| 2010 | Carlo de Gavardo         | Auto      | Abandono      | Se retira de la competencia en la etapa 3.                       |
| 2010 | Ignacio Casale S.        | Auto      | Abandono      | Se retira de la competencia en la etapa 3.                       |
| 2010 | Vladimir Ljubetic        | Auto      | Abandono      | Se retira de la competencia en la etapa 3.                       |
| 2010 | Luis Carmona             | Auto      | Abandono      | Se retira de la competencia en la etapa 4.                       |
| 2010 | Javier Campillay         | Auto      | Abandono      | Es descalificado de la competencia en la etapa 7.                |
| 2010 | José Miguel Hernández    | Quad      | Abandono      | Se retira de la competencia en la etapa 4.                       |
| 2010 | Alejandro Briones        | Camión    | Abandono      | Se retira de la competencia en la etapa 5.                       |
| 2011 | Francisco López C.       | Moto      | 4.º           | Vencedor en 1 etapa.                                             |
| 2011 | Daniel Gouët             | Moto      | 15.º          |                                                                  |
| 2011 | Felipe Prohens           | Moto      | 22.º          |                                                                  |
| 2011 | Jaime Prohens            | Moto      | 25.º          |                                                                  |
| 2011 | Ignacio Casale C.        | Moto      | 40.º          |                                                                  |
| 2011 | Claudio Rodríguez        | Moto      | 43.º          |                                                                  |
| 2011 | Rodrigo Caballero        | Moto      | 44.º          |                                                                  |
| 2011 | Esteban Smith            | Moto      | 62.º          |                                                                  |
| 2011 | John Mckendrick          | Moto      | 65.º          |                                                                  |
| 2011 | Fernando León            | Auto      | 29.º          |                                                                  |
| 2011 | Ignacio Casale S.        | Auto      | 48.º          |                                                                  |
| 2011 | Luis Eguiguren           | Auto      | 103.º         |                                                                  |
| 2011 | Francisco López B.       | Quad      | 11.º          |                                                                  |
| 2011 | Andrés Benavente         | Moto      | Abandono      | Se retira de la competencia en la etapa 3.                       |
| 2011 | Andrés Tamm              | Moto      | Abandono      | Se retira de la competencia en la etapa 5.                       |
| 2011 | Rodrigo Illanes          | Moto      | Abandono      | Se retira de la competencia en la etapa 5.                       |
| 2011 | César Zuleta             | Auto      | Abandono      | Se retira de la competencia en la etapa 2.                       |
| 2011 | Diego Izquierdo          | Auto      | Abandono      | Se retira de la competencia en la etapa 7.                       |
| 2011 | Eliseo Salazar           | Auto      | Abandono      | Es descalificado de la competencia en la etapa 9.                |
| 2011 | Boris Garafulic          | Auto      | Abandono      | Se retira de la competencia en la etapa 11.                      |
| 2011 | Javier Campillay         | Auto      | Abandono      | Se retira de la competencia en la etapa 13.                      |
| 2011 | Gabriel Peschiera        | Auto      | Abandono      | Se retira de la competencia en la etapa 13.                      |
| 2011 | Emiliano Fuenzalida      | Quad      | Abandono      | Se retira de la competencia en la etapa 4.                       |
| 2011 | Rodrigo Ramírez          | Quad      | Abandono      | Se retira de la competencia en la etapa 9.                       |
| 2011 | Francisco Casale         | Camión    | Abandono      | Se retira de la competencia en la etapa 10.                      |
| 2012 | Felipe Prohens           | Moto      | 28.º          |                                                                  |
| 2012 | Jaime Prohens            | Moto      | 32.º          |                                                                  |
| 2012 | Claudio Rodríguez        | Moto      | 33.º          |                                                                  |
| 2012 | Rodrigo Illanes          | Moto      | 85.º          |                                                                  |
| 2012 | Marco Reinike            | Moto      | 90.º          |                                                                  |
| 2012 | Boris Garafulic          | Auto      | 11.º          |                                                                  |
| 2012 | Raul Dagnino             | Auto      | 43.º          |                                                                  |
| 2012 | Francisco Casale         | Auto      | 56.º          |                                                                  |
| 2012 | Maximiliano Ríos         | Auto      | 62.º          |                                                                  |
| 2012 | Claudio Hidalgo          | Auto      | 69.º          |                                                                  |
| 2012 | Claudio Troncoso         | Auto      | 72.º          |                                                                  |
| 2012 | Ignacio Casale C.        | Quad      | 4.º           |                                                                  |
| 2012 | Barry Cruces             | Quad      | 10.º          |                                                                  |
| 2013 | Francisco Lopez Contardo | Moto      | 3.º           |                                                                  |
| 2013 | Daniel Gouet             | Moto      | 12.º          |                                                                  |
| 2013 | Felipe Prohens           | Moto      | 33.º          |                                                                  |
| 2013 | Jaime Prohens            | Moto      | 34.º          |                                                                  |
| 2013 | Claudio Rodríguez        | Moto      | 35.º          |                                                                  |
| 2013 | Jeremias Israel          | Moto      | 57.º          |                                                                  |
| 2013 | Rodrigo Illanes          | Moto      | 58.º          |                                                                  |
| 2013 | Marco Reinike            | Moto      | 65.º          |                                                                  |
| 2013 | Esteban Smith            | Moto      | 67.°          |                                                                  |
| 2013 | Patricio Cabrera         | Moto      | 70.º          |                                                                  |
| 2013 | John Mckendrick          | Moto      | 73.º          |                                                                  |
| 2013 | Cesar Zumaran            | Moto      | 78.º          |                                                                  |
| 2013 | Andres Carevic           | Moto      | 88.º          |                                                                  |
| 2013 | Josefina Gardulski       | Moto      | Abandono      |                                                                  |
| 2013 | Axel Heinlenkotter       | Moto      | Abandono      |                                                                  |
| 2013 | Pablo Quintanilla        | Moto      | Abandono      |                                                                  |
| 2013 | Jorge Villagra           | Moto      | Abandono      |                                                                  |
| 2013 | Yamir Ortiz              | Moto      | Abandono      |                                                                  |
| 2013 | Ignacio Casale           | Quad      | 2.º           |                                                                  |
| 2013 | Sebastian Palma          | Quad      | 5.º           |                                                                  |
| 2013 | Rodrigo Ramírez          | Quad      | 18.º          |                                                                  |
| 2013 | Ricardo Vinet            | Quad      | 19.º          |                                                                  |
| 2013 | Barry Cruces             | Quad      | 22.º          |                                                                  |
| 2013 | Álvaro Roman             | Quad      | 24.º          |                                                                  |
| 2013 | Emiliano Fuenzalida      | Quad      | Abandono      |                                                                  |